# Россия на летних Паралимпийских играх 2008
Россия на летних Паралимпийских играх 2008 была представлена 149 спортсменами в 13-ти видах спорта: академической гребле, верховой езде, волейболе сидя, дзюдо, легкой атлетике, настольном теннисе, пауэрлифтинге, плавании, стрельбе из лука, пулевой стрельбе, теннисе на колясках, фехтовании сидя, футболе (по 7 человек).

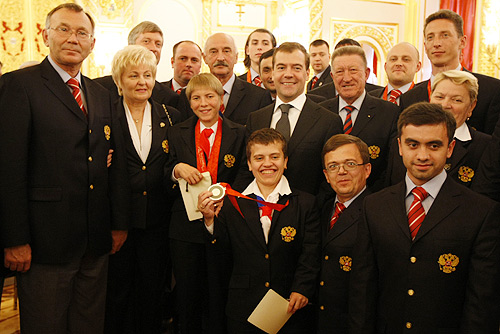
Дмитрий Медведев с чемпионами и призёрами XIII Паралимпийских игр в Пекине.

Всего российские спортсмены завоевали 18 золотых, 23 серебряных и 22 бронзовых медалей. Наибольшее количество наград в копилку сборной принесли пловцы — 26. Трёхкратными чемпионами стали Оксана Савченко и Дмитрий Кокарев, выиграв заплывы на дистанциях 50, 100 и 200 м. Полный комплект наград привезли из Пекина Александр Неволин-Светов и Константин Лисенков. По одной золотой медали в плавании выиграли: Игорь Плотников, Алексей Фоменков и Олеся Владыкина. Четыре медали — три серебряных и одну бронзовую завоевала Анна Ефименко. Отлично выступили легкоатлеты: Алексей Ашапатов стал двукратным чемпионом Игр, а Артём Арефьев завоевал золотую и серебряную медали. По одной золотой медали выиграли: дзюдоист Олег Крецул, стрелки Андрей Лебединский и Валерий Пономаренко. Турнир по настольному теннису выиграла Наталия Мартяшева.
В командных видах спорта российские спортсмены выиграли две медали. Сборная России по футболу уступила в финале сборной Украины и завоевала серебряную медаль. В соревнованиях по волейболу сидя россияне стали бронзовыми призёрами.

## Медали
| Медаль  | Спортсмен | Вид спорта            | Дисциплина                                 | Дата        |
| ------- | --- | --------------------- | ------------------------------------------ | ----------- |
| Золото  | Дмитрий Кокарев | Плавание              | Мужчины, 200 м вольным стилем (класс - S2) | 7 сентября  |
| Золото  | Валерий Пономаренко | Стрельба              | Мужчины, 10 м пневматический пистолет      | 7 сентября  |
| Золото  | Олег Крецул | Дзюдо                 | Мужчины, до 90 кг                          | 9 сентября  |
| Золото  | Алексей Ашапатов | Лёгкая атлетика       | Мужчины, толкание ядра (класс - F57/58)    | 9 сентября  |
| Золото  | Олеся Владыкина | Плавание              | Женщины, 100 м брасс (класс - SB8)         | 9 сентября  |
| Золото  | Дмитрий Кокарев | Плавание              | Мужчины, 100 м вольным стилем (класс - S2) | 9 сентября  |
| Золото  | Игорь Плотников | Плавание              | Мужчины, 100 м спина (класс - S6)          | 9 сентября  |
| Золото  | Андрей Лебедиский | Стрельба              | Мужчины, 25 м пистолет                     | 10 сентября |
| Золото  | Оксана Савченко | Плавание              | Женщины, 200 м комплекс (класс - SM12)     | 10 сентября |
| Золото  | Константин Лисенков | Плавание              | Мужчины, 100 м спина (класс - S8)          | 10 сентября |
| Золото  | Наталия Мартяшева | Настольный теннис     | Женщины (класс 6/7)                        | 11 сентября |
| Золото  | Оксана Савченко | Плавание              | Женщины, 100 м вольный стиль (класс - S12) | 12 сентября |
| Золото  | Алексей Фоменков | Плавание              | Мужчины, 100 м брасс (класс - SB6)         | 12 сентября |
| Золото  | Алексей Ашапатов | Лёгкая атлетика       | Мужчины, метание диска (класс - F57/58)    | 13 сентября |
| Золото  | Александр Неволин-Светов | Плавание              | Мужчины, 100 м спина (класс - S12)         | 13 сентября |
| Золото  | Оксана Савченко | Плавание              | Женщины, 50 м вольный стиль (класс - S12)  | 14 сентября |
| Золото  | Дмитрий Кокарев | Плавание              | Мужчины, 50 м спина (класс - S2)           | 15 сентября |
| Золото  | Артём Арефьев | Лёгкая атлетика       | Мужчины, 800 м (класс - T36)               | 16 сентября |
| Серебро | Сергей Малышев | Стрельба              | Мужчины, 10 м пневматический пистолет      | 7 сентября  |
| Серебро | Анна Ефименко | Плавание              | Женщины, 400 м вольный стиль (класс - S13) | 8 сентября  |
| Серебро | Константин Лисенков | Плавание              | Мужчины, 100 м вольный стиль (класс - S8)  | 8 сентября  |
| Серебро | Елена Чистилина | Лёгкая атлетика       | Женщины, 100 м (класс - T46)               | 10 сентября |
| Серебро | Максим Нарожный | Лёгкая атлетика       | Мужчины, толкание ядра (класс - F42)       | 10 сентября |
| Серебро | Артём Арефьев | Лёгкая атлетика       | Мужчины, 400 м (класс - T36)               | 10 сентября |
| Серебро | Олеся Лафина | Пауэрлифтинг          | Женщины, до 48 кг                          | 10 сентября |
| Серебро | Тамара Подпальная | Пауэрлифтинг          | Женщины, до 52 кг                          | 10 сентября |
| Серебро | Ирина Казанцева | Пауэрлифтинг          | Женщины, до 56 кг                          | 10 сентября |
| Серебро | Александр Неволин-Светов | Плавание              | Мужчины, 200 м комплекс (класс - SM12)     | 10 сентября |
| Серебро | Юлия Овсянникова | Настольный теннис     | Женщины (класс 6/7)                        | 11 сентября |
| Серебро | Айрат Закиев | Пауэрлифтинг          | Мужчины, до 60 кг                          | 11 сентября |
| Серебро | Евгений Гудков | Лёгкая атлетика       | Мужчины, метание копья (класс - F42/44)    | 12 сентября |
| Серебро | Анна Ефименко | Плавание              | Женщины, 100 м вольный стиль (класс - S12) | 12 сентября |
| Серебро | Алексей Лабзин | Лёгкая атлетика       | Мужчины, 100 м (класс - T13)               | 13 сентября |
| Серебро | Анастасия Диодорова | Плавание              | Женщины, 50 м баттерфляй (класс - S6)      | 13 сентября |
| Серебро | Дмитрий Кокарев | Плавание              | Мужчины, 50 м вольным стилем (класс - S2)  | 13 сентября |
| Серебро | Анна Ефименко | Плавание              | Женщины, 50 м вольный стиль (класс - S12)  | 14 сентября |
| Серебро | Ирина Гражданова | Плавание              | Женщины, 50 м вольный стиль (класс - S9)   | 14 сентября |
| Серебро | Александр Неволин-Светов | Плавание              | Мужчины, 50 м вольный стиль (класс - S12)  | 14 сентября |
| Серебро | Владимир Андрющенко | Лёгкая атлетика       | Мужчины, толкание ядра (класс - F11/12)    | 16 сентября |
| Серебро | Алексей Лабзин | Лёгкая атлетика       | Мужчины, 200 м (класс - T13)               | 16 сентября |
| Серебро | Алексей Чесмин Александр Леков Андрей Куваев Лаша Мурванадзе Иван Потехин (к) Алексей Тумаков Павел Борисов Мамука Дзимистаришвили Станислав Колыхалов Андрей Ложечников Георгий Надзарян Олег Смирнов | Футбол (по 7 человек) | Мужчины                                    | 16 сентября |
| Бронза  | Андрей Строкин | Плавание              | Мужчины, 100 м баттерфляй (класс - S13)    | 7 сентября  |
| Бронза  | Виктория Потапова | Дзюдо                 | Женщины, до 48 кг                          | 7 сентября  |
| Бронза  | Алеся Степанюк | Дзюдо                 | Женщины, до 52 кг                          | 7 сентября  |
| Бронза  | Мадина Казакова | Дзюдо                 | Женщины, до 63 кг                          | 8 сентября  |
| Бронза  | Наталья Далекова | Стрельба              | Женщины, 10 м пистолет                     | 8 сентября  |
| Бронза  | Татьяна Савостьянова | Дзюдо                 | Женщины, до 70 кг                          | 9 сентября  |
| Бронза  | Ирина Кальянова | Дзюдо                 | Женщины, от 70 кг                          | 9 сентября  |
| Бронза  | Маргарита Коптилова | Лёгкая атлетика       | Женщины, 100 м (класс - T38)               | 9 сентября  |
| Бронза  | Елена Паутова | Лёгкая атлетика       | Женщины, 800 м (класс - T12/13)            | 9 сентября  |
| Бронза  | Валерий Пономаренко | Стрельба              | Мужчины, 25 м пистолет                     | 10 сентября |
| Бронза  | Денис Дорогаев | Плавание              | Мужчины, 100 м брасс (класс - SB9)         | 10 сентября |
| Бронза  | Маргарита Коптилова | Лёгкая атлетика       | Женщины, 200 м (класс - T38)               | 12 сентября |
| Бронза  | Валерий Пономаренко | Стрельба              | Мужчины, 50 м пистолет                     | 12 сентября |
| Бронза  | Александр Неволин-Светов | Плавание              | Мужчины, 100 м вольный стиль (класс - S12) | 12 сентября |
| Бронза  | Елена Паутова | Лёгкая атлетика       | Женщины, 1500 м (класс - T12/13)           | 14 сентября |
| Бронза  | Анна Ефименко | Плавание              | Женщины, 100 м спина (класс - S13)         | 14 сентября |
| Бронза  | Александр Чекуров | Плавание              | Мужчины, 50 м вольный стиль (класс - S11)  | 14 сентября |
| Бронза  | Константин Лисенков | Плавание              | Мужчины, 50 м вольный стиль (класс - S8)   | 14 сентября |
| Бронза  | Александр Байчик Танаткан Букин Дмитрий Гордиенко Евгений Кузовников Андрей Лавринович Виктор Миленин Сергей Поздеев Александр Савичев Максим Тимченко Сергей Упоров Алексей Волков Сергей Якунин      | Волейбол сидя         | Мужчины                                    | 15 сентября |
| Бронза  | Андрей Строкин | Плавание              | Мужчины, 50 м вольный стиль (класс - S13)  | 15 сентября |
| Бронза  | Павел Харагезов | Лёгкая атлетика       | Мужчины, 800 м (класс - T36)               | 16 сентября |
| Бронза  | Ильдар Помыкалов | Лёгкая атлетика       | Мужчины, марафон (класс - T12)             | 17 сентября |

| Вид спорта            | 1  | 2  | 3  | Всего |
| Волейбол сидя         | 0  | 0  | 1  | 1     |
| Дзюдо                 | 1  | 0  | 5  | 6     |
| Лёгкая атлетика       | 3  | 7  | 6  | 16    |
| Настольный теннис     | 1  | 1  | 0  | 2     |
| Пауэрлифтинг          | 0  | 4  | 0  | 4     |
| Плавание              | 11 | 9  | 7  | 27    |
| Стрельба              | 2  | 1  | 3  | 6     |
| Футбол (по 7 человек) | 0  | 1  | 0  | 1     |
| Всего                 | 18 | 23 | 22 | 63    |

| Медали по дням | Медали по дням | Медали по дням | Медали по дням | Медали по дням | Медали по дням | Медали по дням |
| -------------- | -------------- | -------------- | -------------- | -------------- | -------------- | -------------- |
| День           | Дата           | 1              | 2              | 3              | Итого          |                |
| День 1         | 7 сентября     | 2              | 1              | 3              | 6              |                |
| День 2         | 8 сентября     | 0              | 2              | 2              | 4              |                |
| День 3         | 9 сентября     | 5              | 0              | 4              | 8              |                |
| День 4         | 10 сентября    | 3              | 7              | 2              | 12             |                |
| День 5         | 11 сентября    | 1              | 2              | 0              | 3              |                |
| День 6         | 12 сентября    | 2              | 2              | 3              | 7              |                |
| День 7         | 13 сентября    | 2              | 3              | 0              | 5              |                |
| День 8         | 14 сентября    | 1              | 3              | 4              | 8              |                |
| День 9         | 15 сентября    | 1              | 0              | 2              | 3              |                |
| День 10        | 16 сентября    | 1              | 3              | 1              | 5              |                |
| День 11        | 17 сентября    | 0              | 0              | 1              | 1              |                |
| Всего          | Всего          | 18             | 23             | 22             | 63             |                |

## Результаты соревнований

### Академическая гребля
Спортсменов — 5.

### Верховая езда
Спортсменов — 1.

### Волейбол сидя
Спортсменов — 12.

### Дзюдо
Спортсменов — 11.

### Лёгкая атлетика
Спортсменов — 43.

### Настольный теннис
Спортсменов — 9.

### Пауэрлифтинг
Спортсменов — 9.

### Плавание
Спортсменов — 34.

### Стрельба
Спортсменов — 6.

### Стрельба из лука
Спортсменов — 1.

### Теннис на колясках
Спортсменов — 1.

### Фехтование сидя
Спортсменов — 5.

### Футбол (по 7 человек)
Спортсменов — 12.